# 羅儀鳳
罗仪凤（1914年—1974年），女，广东省宝安县人。康同璧与罗昌之女，中国近代著名革命家康有为外孙女。早年间曾在英国與新加坡居住，后于16岁时就读于燕京大学家政系。
在章诒和的著作《往事并不如烟》中曾讲述了她与當時著名右派罗隆基的恋情，当时罗隆基已被打为右派，并已结束了他与第一任妻子法律系学生张舜琴的婚姻（之后又曾与史良、刘王立明、王右家、浦熙修、杨薇相恋，其中与浦熙修有长达十年的同居生活），罗仪凤因佩服他的才华与学识而与之相恋，并曾有在其生日亲手为罗隆基制作刻有love的蛋糕的布尔乔亚式桥段。在章诒和的著作中曾以其父章伯钧的话暗示罗隆基因嫌弃罗仪凤的长相而无法下定决心和她在一起。两人的这一段爱情故事最终也正如书中所写的那样未能修成正果。
1974年罗仪凤于北京病逝，终身未嫁。